# انتشارات عطایی
انتشارات عطایی (عطامید) یکی از قدیمی ترین و مشهورترین انتشارات ایران با قریب بر یک قرن سابقه در حوزه نشر است که آثار و خدمات بسیاری را در حوزه نشر ایران در کارنامه خود دارد.

### مؤسس انتشارات عطایی
احمد عطایی، موسس و بنیانگذار انتشارات عطایی است. او در سال ۱۳۱۵ خورشیدی انتشارات عطایی را تأسیس کرد. داوود رمضان‌شیرازی از مدیران اتحادیه ناشران و کتاب‌فروشان تهران احمد عطایی را در عرصه نشر همردیف عبدالرحیم جعفری مؤسس انتشارات امیرکبیر می‌داند.

### آثار و خدمات برجسته انتشارات عطایی
انتشارات عطایی، تا زمان پیروزی انقلاب بیش از ۱۰۰۰ کتاب در حوزهٔ عمومی از جمله کتاب‌هایی از سعید نفیسی و باستانی پاریزی منتشر کرده بود و پس از انقلاب نیز این انتشارات به روند فعالیت خود ادامه داد. خط سوم (ناصرالدین صاحب‌الزمانی)، در مکتب استاد (سعید نفیسی) و نای هفت بند (محمدابراهیم باستانی پاریزی) از جمله آثار شاخص انتشارات عطایی می باشد.
چنگ مثنوی، گلها و غنچه‌ها، گلنامه، مهاتما گاندی، گلهای جاویدان، مناظرات امام فخر رازی در مورد مذاهب اهل سنت، نگون بخت، ملتی از گوسفندان، آئینه‌های روح، هند؛ سرزمین عجایب، مهره مار، آن سوی چهره‌ها، نامه‌های مرگبار و نامه‌ای از گور، برخی دیگر از کتاب‌های منتشرشده توسط انتشارات عطایی است. از دیگر فعالیت‌های این مؤسسه انتشاراتی می توان به شناساندن زبان و نهضت فرهنگی اسپرانتو اشاره کرد که با استقبال همگانی روبه‌رو شده و گوشه هایی از دستاوردهای تاریخی ایرانیان به یاری این زبان، به جهانیان معرفی شد.
از ویژگی‌های كاری انتشارات عطایی، پشتیبانی از نویسندگان و پژوهشگران گمنام، اما پرمایه‌ای‌ بوده است كه با چاپ آثارشان به شهرت رسیدند. این انتشارات همچنین با تشویق مترجمان برای بازگردانی آثار سودمند و معتبر جهان، دریچه‌ای به روی خوانندگان ایرانی گشود و آن‌ها را با ادبیات خارج از كشور بیشتر آشنا كرد. از سوی دیگر باور به گفتگوی فرهنگ‌ها و تمدن‌ها در كارنامه این ناشر به چشم می‌خورد و اقلیتهای قومی و مذهبی همواره از نشر آثار فرهنگی و تاریخی از سوی عطایی بهره برده‌اند.

### تغییر نام و انتقال مالکیت
انتشارات عطایی برای گسترش و بهره گیری از امکانات بخش خصوصی، امتیازش به موسسه فرهنگی امید اخباراتی منتقل شده است و در حال حاضر به عنوان یکی از بخش های این موسسه فرهنگی امید اخباراتی مشغول به فعالیت است. پس از این انتقال، نام انتشارات به صورت غیررسمی به «انتشارات عطامید» تغییر یافت. همینک بهروز عطایی، یکی از فرزندان احمد عطایی، مسئول اجرایی انتشارات است.